# Нильсон, Юхан
Юхан Эрнст Нильсон (4 августа 1969) — шведский путешественник, посол Международного союза охраны природы и многих других общественных организаций. Совершил более 40 экспедиций в 146 странах мира, самая известная из которых, «Pole to Pole», длилась 18 месяцев и проходила с Южного полюса на Северный. За ней следили в общей сложности 1 млрд зрителей по всему миру. В 2015 году за неё Юхана занесли в Книгу рекордов Гиннеса. 

## Биография
Юхан Эрнст  родился в Стокгольме в обеспеченной семье потомственного предпринимателя Туре (швед. Tore). Его прадед основал транспортную компанию. Его дед Эрнст продавал автомобили с начала XX века и был официальным поставщиком королевской семьи. За несколько лет до рождения внука он продал компанию концерну «Volvo», но все деньги завещал медицинскому благотворительному фонду. После рождения Юхана Эрнста его родители начали искать смысл жизни и уехали из столицы, решив стать фермерами на юге Швеции, потом на юге Франции в Авиньоне, вернувшись в конце концов в центр Стокгольма. Имеет младшего брата.
В школе он был трудным подростком и родители отдали его в престижный интернат в Сигтуне. Увидев по телевизору Элтона Джона, он решил стать пианистом и через три года, в восемнадцать лет уже выступал на сцене в ночном клубе и ресторане. Также подрабатывал в магазине одежды и прошёл курсы массажиста. Он понял, что такая жизнь не для него и решил совершить своё первое путешествие в Африку на велосипеде. Его родители поддерживали любое его начинание, чтобы не походить на своих требовательных родителей.
Изучал курс видео-режиссуры.
Является «лицом» таких брендов, как «Audi» и «Zenith». Дружит с Ричардом Бренсоном, Тони Робинсом и Даниэлем Эком.

## Экспедиции
Некоторые экспедиции Юхан Эрнст совершил в одиночку, другие — с командой, в которой был продюсером фильмов вместе с другим исследователем.
Экспедиции финансируются продажей медиа-контента и частными пожертвованиями его друзей.

### Экспедиции Швеция — Африка
- Велосипед (1994)
- Каяк (1996)
- Летающая лодка (2001)
- Полярный научно-исследовательский
- Антарктический научно-исследовательский (1998)
- Северо-Западная Прохождение (1999)

### Горы и семь вершин
- Гора Мак-Кинли (1995)
- Гора Килиманджаро (2003)
- Гора Эльбрус (2004)
- Гора Аконкагуа (2006)
- Эверест (2007)
- Монблан (2007)
- Гора Винсон (2008)
- Гора Косцюшко (2006)
- Гора Эльбрус (2008)
- Шиша Пангма (1997)
- Кота Кинабалу (2000)
- Монблан (2006)
- Гора Аконкагуа (2005)
- Хайди Хилл Нунавут (1999)

### Смешанные экспедиции
- Экспедиция на Аляску (1995)
- Jetski над Атлантикой (2002)
- Мачу-Пикчу (2005)
- Арктическая Гонка(1999)
- Борнео Фото экспедиция (2000)

## Звания
- Представитель международного союза охраны природы
- Представитель MinStoraDag
- Представитель Mentor
- Почётный посол доброй воли Непала
- Президент Ассоциация альпинистов, совершивших восхождение на Эверест, Швеция
- Научный сотрудник и член совета директоров клуба исследователей
- Научный сотрудник клуба путешественников
- Медаль св. Эрика, 2009 г.
- Медаль шведской церкви, 1996 г.
- Представитель Swedish Postcode Lottery
- Представитель крупных мировых брендов

## Фотография
Юхан Нильсон начал карьеру фотографа в 1995 году после экспедиции на Аляску, получал заказы на фотосъёмку от компаний и частных коллекционеров по всему миру. После двух лет подготовки в мае 1996 года открыл первую выставку своих работ. После удачной продажи 300 фотографий написал книгу «Семь вершин».
В 2009 году была организована большая экспозиция фотографий рядом с драматическим театром в Стокгольме.
Почти за 20 лет Юхан Эрнст объездил весь мир, фотографировал природу Антарктиды, Северного полюса, пустыни Сахара, Тибета, Африки, Аляски, Папуа-Новой Гвинеи и Австралии.
Сейчас Юхан работает над фотокнигами «Pole2Pole», «Встречи», «Лёд».
Юхан неоднократно появлялся на обложках журналов, включая «Time». 

## Благотворительность
С 1995 года Юхан Нильсон много своего времени отводит благотворительной деятельности и сегодня 50 % его времени посвящено различным видам благотворительных организаций. Всё началось с лекции в шведской церкви в Стокгольме, где Юхан получил медаль за свою работу, вдохновившую детей со всей Швеции. Юхан делает акцент на проекты, связанные с природой или детьми. При том, что он работал и принимал участие в организациях, работающих по направлениям войны, мира, голода, прав человека и нищеты.
Сегодня Юхан является представителем некоторых самых необычных организаций мира.

### Благотворительный проект «POLE2POLE»
В рамках благотворительного проекта «Pole2Pole» Юхан Эрнст и его команда посетили несколько благотворительных организаций мира в целях содействия им и рассказа миру о том, каким важным делом эти организации занимаются. «Swedish Postcode Lottery» поддерживает все эти организации. Заседания были фантастическими; Юхан Эрнст участвовал в деятельности, подготовке, полевых исследованиях и совещаниях.

### Медаль Св. Эрика
Медаль Св. Эрика является одной из самых почётных шведских наград и присуждается шведам, которые внесли большой вклад в ряде направлений.

### Посол Доброй воли Непала
В 2009 году Юхан Эрнст Нильсон был назначен послом доброй воли Непала за его природоохранную деятельность.
С юных лет Юхан Эрнст делал документальные фотографии гималайских ледников в Непале.
В 2009 году Юхан Эрнст опубликовал книгу «Семь вершин — Фото-книга». В книге показываются горы и ледники на семи континентах.

## Ментор
В промежутках между экспедициями Юхан Эрнст проводит семинары и менторскую активность.
В конце июня 2014 года Юхана пригласили на съёмки телеканала Опры Уинфри в шоу с Дипак Чопра. 
Юхана неоднократно приглашали выступать перед сотрудниками известных международных компаний — Apple, Facebook, Microsoft ,Visa, Audi, Sony, Nike, Google, SAS, Tesla, Ernst & Young и др. 
Юхан работает над созданием специальных уроков для детей, на которых их будут учить работе с мотивацией и мечтами.
«Mentor Sweden» — шведское научно-практическое объединение, созданное в 1994 году и работающее с упором на профилактику наркомании среди детей и молодёжи в области здравоохранения. Целевыми группами являются дети 13-17 лет, родители с детьми 6-18 лет и школы. «Mentor Sweden» основано королевой Швеции Сильвией и является частью международного «Ментор фундамента».
Юхан Эрнст Нильсон является представителем «Mentor» и занимается благотворительностью, много лет читает лекции и мотивирует детей в школах по всей Швеции.
В партнёрстве со шведскими корпорациями, такими как «H&M», «EF» и «SEB», «Mentor Sweden» осуществляет три ключевые программы: наставничество, воспитание и вдохновение.
Мероприятия направлены на предотвращение злоупотреблений наркотическими веществами путём создания взаимодействия между молодёжью и взрослыми.

## Коучинг для инвалидов
С 2005 года Юхан Нильсон работает в качестве тренера для руководителей бизнеса и проводит лекции по мотивации и достижению успеха. Люди со всего мира часто звонят ему, желая поговорить на эти темы или взять у него интервью.
Однажды Юхану позвонил парень по имени Арон Андерсон, работавший над своим проектом по мотивации и желавший взять интервью у Юхана. После пережитого в 7-летнем возрасте рака нижней части спины Арон оказался в инвалидной коляске, но инвалидом себя не считает. Арон и Нильсон поняли, что имеют много общего: оба делают то, что для других кажется невозможным, и видят возможности там, где другие видят препятствия. Они решили работать совместно с целью достижения мечты Арона — получение медали в Паралимпийских играх, проходивших в 2016 году в Рио. Юхан стал личным тренером Арона, вдохновлял и тренировал его. Вместе Юхан и Арон поднялись на гору Кебнекайсе — наивысшую точку Швеции, на 2106 метров возвышающуюся над уровнем моря; это стало первым в мире восхождением, совершённым человеком с ограниченными возможностями. Юхан и находящийся в инвалидной коляске Арон доказали себе и всему миру, что невозможного не существует.